# 毎日がスペシャル
「毎日がスペシャル」（まいにちがスペシャル）は、竹内まりやの30枚目のシングル。2001年9月12日にMOON RECORDSより発売された。

## 解説
フジテレビ系『めざましテレビ』の10代目テーマソング（2001年7月 - 2002年3月）として書き下ろされ、アルバム『Bon Appetit!』からシングルカットされた。この作品を書くきっかけはあるテレビ番組で重篤の患者が「僕ねえ、朝、目が覚めたときに息してるってだけで、もうどんなに幸せかと思うんですよ」と言うのを聞き、「健康じゃないの!じゃあもっと頑張ろう!」と言った趣旨の優しいメッセージソングを制作しようという、重くない程度の自分なりのメッセージソングに仕上がったという。
発売から6年後の2007年には、曲名の「毎日がスペシャル」をコンセプトとしたソニーのハンディカムCMソングとして使用され、前回の「朝からがんばろう」という趣旨とは違う形でのタイアップとなった。

## パッケージ、アートワーク
本作の価格は735円（税抜700円）と、通常より低く設定されている。

## 収録曲
| 全作詞・作曲: 竹内まりや、全編曲: 山下達郎。3.は演奏：竹内まりや。 |                                                                  |            |            |      |
| #                                                                  | タイトル                                                         | 作詞       | 作曲・編曲 | 時間 |
| 1.                                                                 | 「毎日がスペシャル」(フジテレビ系『めざましテレビ』テーマソング) | 竹内まりや | 竹内まりや | 5:01 |
| 2.                                                                 | 「毎日がスペシャル（トロピカル・ストレート・リミックス）」       | 竹内まりや | 竹内まりや | 4:53 |
| 3.                                                                 | 「毎日がスペシャル（ギター・インストゥルメンタル）」             | 竹内まりや | 竹内まりや | 3:18 |
| 4.                                                                 | 「毎日がスペシャル（オリジナル・カラオケ）」                     | 竹内まりや | 竹内まりや | 4:58 |

## レコーディング・メンバー

### 毎日がスペシャル
- 山下達郎 : Compter & Synthesizer Programming, Acoustic Guitar, Keyboards, Percussion & Background Vocals
- 佐橋佳幸 : Electric Guitar
- 竹内まりや : Background Vocals
- 橋本茂昭 : Compter & Synthesizer Programming

## 収録アルバム
1. 『Bon Appetit!』（1.）
2. 『Expressions』（1.）

## タイアップ
- ソニー『ハンディカム』CMソング
- キリン『ワインスプリッツァ』CMソング

## カバー
- リタ・クーリッジ（2002年7月10日、コンピレーション・アルバム『Sincerely...〜Mariya Takeuchi Songbook〜』）